# Hannu-Pekka Björkman
Pour les articles homonymes, voir Björkman.
Hannu-Pekka Björkman, né le 11 février 1969 à Jyväskylä (Finlande), est un acteur finlandais.

## Biographie
Hannu-Pekka Björkman a été marié avec l'actrice Minna Haapkylä de 2002 à 2014.

## Filmographie partielle

### Au cinéma
- 2004 : Lapsia ja aikuisia (Lapsia ja aikuisia – kuinka niitä tehdään?) d'Aleksi Salmenperä : Vasektomialääkäri
- 2007 : La Véritable Histoire du Père Noël : Nikolas
- 2008 : Niko, le petit renne : Julius
- 2017 : L'Autre Côté de l'espoir
- 2017 : Ikitie d'Antti-Jussi Annila

### À la télévision
- 2019 : Shadow Lines : Yrjö Ylitalo

## Récompenses et distinctions
- 2006 : Prix Jussi du meilleur acteur
- 2010 : Prix Finlande